# 塩尻市立塩尻東小学校
塩尻市立塩尻東小学校（しおじりしりつ しおじりひがししょうがっこう）は、長野県塩尻市にある公立小学校。

## 所在地
〒399-0712 長野県塩尻市塩尻町427番地

## 沿革
- 1889年4月1日 - 東筑摩郡塩尻村発足に伴い、塩尻尋常小学校を設置（郡立東筑摩高等小学校塩尻分教場を併置）[1]
- 1892年4月1日 - 塩尻尋常高等小学校と改称[1]
- 1941年4月1日 - 国民学校令に基づき、塩尻国民学校と改称、初等科と高等科を併置[2]
- 1947年4月1日 - 学制改革により、塩尻小学校となる[3]
- 1955年4月1日 - 塩尻西小学校が分離開校、同時に塩尻東小学校となる[3]

## 校歌
- 浅井洌 作詞
- 田村虎蔵 作曲

## 通学区域
塩尻市塩尻町、旧塩尻、柿沢、金井、上西条、中西条、下西条、堀ノ内、大小屋、長畝、桟敷、みどり湖、峰原、東山。